# 秋宵步月
〈秋宵步月〉，古琴曲，共八段，據傳為南齊柳世隆所作，目前僅見於《西麓堂琴統》。今有姚丙炎打譜的版本。

## 相關記錄
廣樂記曰：「齊人柳世隆善彈琴，為士流第一，不預世務，風韻清遠，月夜常鼓此曲，散步中庭，暢然自適。後人因以名之。」

## 各段標題
一、虛堂生白；二、初離碧海；三、漸轉遙空；四、恍度霓裳；五、金鑒行天；六、銀蟾舒練；七、雲英馭風；八、長天一色。

## 演奏版本
- 《西麓堂琴統》，姚丙炎打譜，姚丙炎、姚公白演奏。[3][4][5][6]